# Рупрехт II (Пфалц)
Рупрехт II (на немски: Ruprecht II, der Harte, der Ernste; 12 май 1325, Амберг; † 6 януари 1398, Амберг) е от 1390 до 1398 г. пфалцграф; курфюрст на Пфалц и от 1394 до 1398 г. херцог на Цвайбрюкен.

## Живот
Син е на Адолф († 1327), пфалцграф при Рейн, и графиня Ирмгард фон Йотинген (1304 – 1399), дъщеря на граф Лудвиг VI фон Йотинген († 1346) и втората му съпруга Агнес фон Вюртемберг († 1317), дъщеря на граф Еберхард фон Вюртемберг († 1325) и третата му съпруга маркграфиня Ирменгард фон Баден († 1320), дъщеря на маркграф Рудолф I фон Баден.
След смъртта на баща му Рупрехт II управлява заедно с чичовците си Рудолф II Слепия († 1353) и Рупрехт I Червения († 1390). През 1329 г. с договора в Павия чичо му император Лудвиг IV Баварски разрешава Пфалц да стане самостоятелно княжество. Рупрехт II управлява първо с двамата му чичовци. На 18 февруари 1338 г. Рупрехт II и чичо му Рупрехт I си разделят княжеството.
През 1368 г. Рупрехт II става съ-регент и участва в основаването на Университет Хайделберг.
През 1390 г. след смъртта на чичо му Рупрехт I, Рупрехт II става пфалцграф на цялата държава и през 1394 г. се обявява за курфюрст. През 1391 г. Рупрехт изгонва всички евреи и еретици от Пфалц, конфискува тяхната цяла собственост и я завещава на Университет Хайделберг. През 1395 г. той пише т.нар. „Рупертинска конституция“, в която определя да не се дели страната му.
Рупрехт II е погребан в манастир Шьонау при Хайделберг. Той е последван от сина му Рупрехт III, който е курфюрст на Пфалц (1398 – 1410) и римско-немски крал (1400 – 1410).

## Семейство и деца
Курфюрст Рупрехт II фон Пфалц се жени през 1345 г. за Беатрикс от Сицилия-Арагон (1326 – 1365), дъщеря на крал Педро II от Сицилия от Дом Арагон и съпругата му Елизабет от Каринтия. Двамата имат седем деца:
- Анна фон Пфалц (1346 – 1408) ∞ 1360 херцог Вилхелм II фон Берг
- Фридрих (1347 – 1395)
- Йохан (1349 – 1395)
- Мехтхилд (1350 – 1378) ∞ 1378 граф Зигост (Сигост)|Лойхтенберг
- Елизабет (1351 – 1401), сгодена с бургграф Албрехт фон Нюрнберг
- Рупрехт III (1352 – 1410), пфалцграф и курфюрст на Пфалц, от 1400 до 1410 г. римско-немски крал, ∞ 1374 бургграфиня Елизабет фон Хоенцолерн(1358 – 1411)
- Адолф (1355 – 1358)

Рупрехт II е вдовец над 30 години и не се жени повече. От това време той има една извънбрачна дъщеря с името Елза фон Щромберг, която от 1392 г. е доминиканка в манастир Либенау към Вормс.